# Кодзоев, Ибрагим Абибулатович
Ибраги́м Абибула́тович Кодзо́ев (20 июля 1939, Орджоникидзе — 25 сентября 2024) — советский и российский тяжелоатлет, мастер спорта СССР, Заслуженный тренер СССР, судья международной категории. Среди его воспитанников чемпионы СССР, Европы, мира и Олимпийских игр, три заслуженных мастера спорта СССР, 16 мастеров спорта СССР международного класса, более 200 мастеров спорта СССР.

## Биография
Родился 20 июля 1939 года в Орджоникидзе. В 1956 году окончил школу. В 1957 году семья переехала в Грозный. Работал на заводе учеником токаря. Сразу после работы шёл на тренировку в волейбольную секцию, которая была на расположенном рядом стадионе «Динамо». Позже перешёл в секцию тяжёлой атлетики. Меньше чем за год выполнил норму кандидата в мастера спорта СССР.
В 1958—1961 годах служил в армии. После возвращения из армии продолжил тренировки. В 1961 году стал мастером спорта. Тогда же начал тренерскую работу.
В 1970-е годы на первенстве ЦС «Динамо» все 12 человек из команды Чечено-Ингушской АССР выполнили норматив мастера спорта СССР. Тогда руководство ЦС «Динамо» приняло решение создать в Грозном центр по развитию тяжёлой атлетики под руководством Ибрагима Кодзоева. Грозненская школа тяжёлой атлетики стала одной из ведущих в стране. В 1977—1990 годах Кодзоев входил в тренерский штаб сборной СССР по тяжёлой атлетике.
После распада СССР был вынужден уехать из Грозного в Ингушетию. В селе Сурхахи он силами своих родственников и друзей переоборудовал под спортзал заброшенное здание дома культуры. На этой базе создал и возглавил спортивную школу «Сурхо», пригласил в неё известных тренеров. На новом месте Кодзоев подготовил 15 мастеров спорта и двух мастеров спорта международного класса.
Был председателем попечительского совета Федерации тхэквондо России.
Умер 25 сентября 2024 года в возрасте 85 лет.

## Известные воспитанники
- Арсамаков, Исраил Магомедгиреевич — многократный чемпион СССР, чемпион Европы, серебряный призёр чемпионата мира, Олимпийский чемпион 1988 года;
- Мусаев, Рамзан Хаважиевич — чемпион СССР и России, обладатель Кубка России, призёр чемпионатов Европы;
- Сайдулаев, Адам Хусимович — мастер спорта СССР международного класса, многократный чемпион и рекордсмен СССР, многократный обладатель Кубка СССР, заслуженный тренер СССР;
- Самадов, Ибрагим Беркманович — чемпион страны, Европы, мира, второй призёр Олимпийских игр;
- Седаев, Мухади Мовладиевич — 7-кратный чемпион СССР, 3-кратный второй призёр первенств Европы;
- Хамидов, Вахид Адамович — призёр чемпионата СССР, мастер спорта СССР международного класса;
- Эдельханов, Умар Айндиевич — чемпион СССР, участник Олимпийских игр в Атланте (США) в 1996 году;
- Эдиев, Асламбек Лечиевич — неоднократный чемпион СССР, 3-кратный чемпион мира, неоднократный рекордсмен мира.

## Семья
Жена Зухра, преподаватель английского языка.
Его сын, Магомед, 1962 года рождения, окончил спортивный факультет Чечено-Ингушского государственного университета, выполнил норматив мастера спорта по тяжёлой атлетике. Поступил на работу в МВД, окончил высшую школу МВД СССР в Свердловске, а потом академию МВД в Москве. Был начальником уголовного розыска МВД Республики Ингушетия. В 2000 году погиб при исполнении служебных обязанностей. Двух его сыновей воспитывали вдова и дедушка с бабушкой.